# Creed (Band)
Creed ist eine US-amerikanische Rockband, die 1995 gegründet wurde. Zwischen 2004 und 2009 war die Band aufgelöst. In dieser Zeit gründeten die Bandmitglieder, mit Ausnahme des Sängers, die Nachfolgeband Alter Bridge, welche weiterhin besteht. Creed zählt zu den kommerziell erfolgreichsten amerikanischen Bands der 2000er Jahre.

## Geschichte

### Gründung undMy Own Prison(1995 bis 1998)
1995 gründeten Sänger Scott Stapp, Gitarrist Mark Tremonti, Bassist Brian Marshall und Schlagzeuger Scott Phillips in Tallahassee die Band Creed. 1997 veröffentlichten Creed unter Eigenregie ihr Erstlingswerk My Own Prison und sandten es an verschiedene Radiostationen in Florida. Durch die CD und Liveauftritte weckte die Band das Interesse des Plattenlabels Wind-Up Records, unter dem sie 1998 eine überarbeitete Fassung des Albums auf den Markt brachten. Nach Angaben des Managers Jeff Hanson hatten zuvor bereits vierzehn Labels einen Plattenvertrag mit Creed abgelehnt, u. a. weil Rockmusik als unzeitgemäß und nicht erfolgversprechend galt. Die musikalische Mischung aus Härte und Melodie, Melancholie und Euphorie ist sehr stark durch Mark Tremontis markante Gitarrenriffs und die Stimme von Sänger Scott Stapp mit seinen häufig metaphorischen Lyrics geprägt. Sie waren insbesondere in den USA äußerst erfolgreich, fanden aber auch viele Kritiker. Vor allem wird der Band immer wieder vorgeworfen, musikalisch sehr stark Grungebands wie zum Beispiel Pearl Jam oder Soundgarden zu ähneln, so dass sie häufig als Post-Grunge-Band bezeichnet werden. Einige Kritiker konstatieren der Band auch zu viel Pathos.

### Human Clay,Weathered, Auflösung (1999 bis 2004)

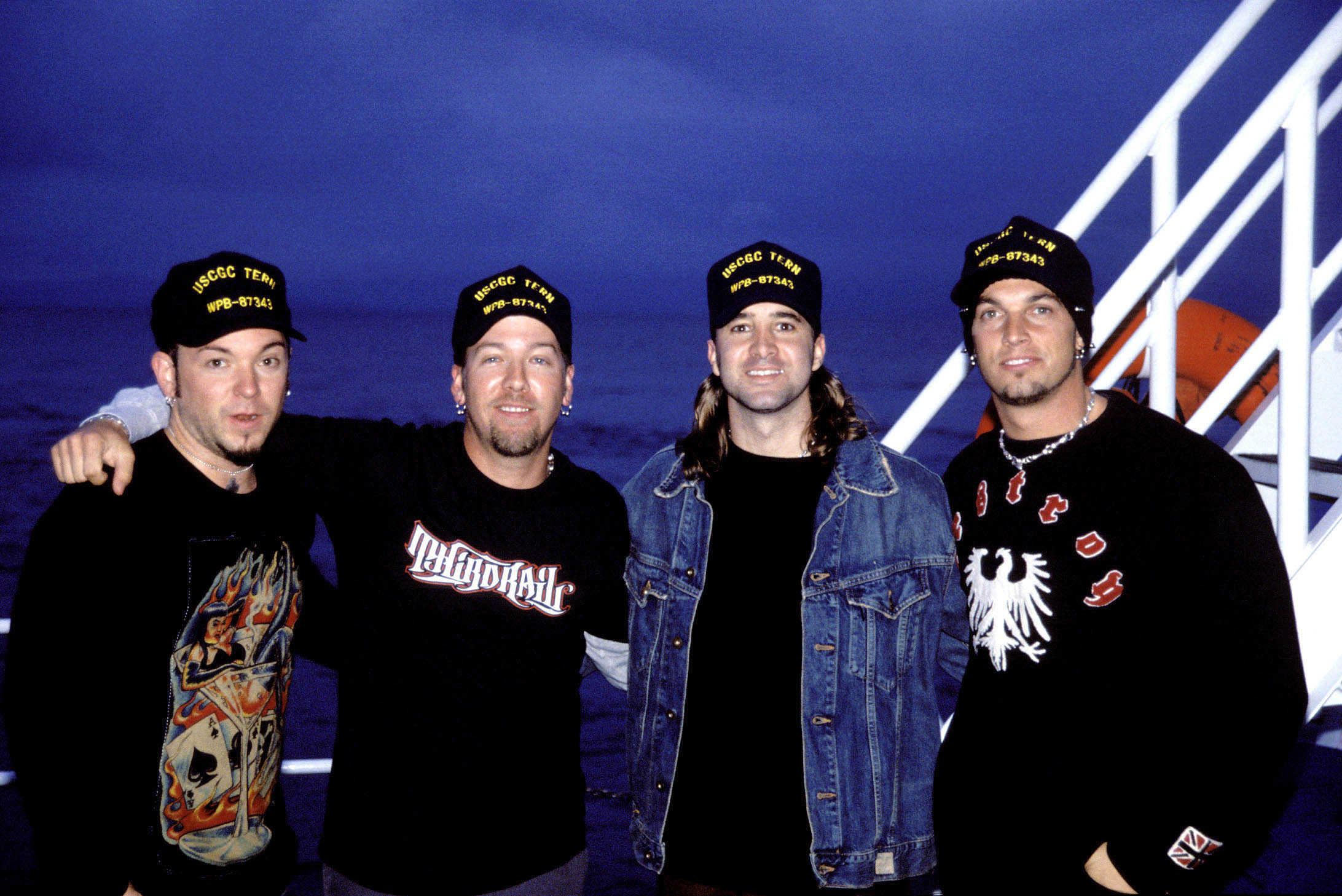
Creed im Jahre 2002

Als die Musiker am 7. September 1999 ihr zweites Album Human Clay herausbrachten, verkaufte sich ihr erstes Album immer noch hervorragend. Durch diese zwei Alben wurden Creed als Rockband in Amerika bekannt und erfreuten sich ebenfalls wachsender Beliebtheit in Europa, wo sie zu Jahresende auch beim tragischen „Air & Style Contest“ auftraten, nach welchem fünf Menschen starben. Singles wie Higher, What If (aus dem Scream 3-Soundtrack) oder vor allem With Arms Wide Open trugen zu ihrem großen Erfolg bei. Mittlerweile hat das zweite Album elffachen Platinstatus (Diamant-Status) in den USA erreicht und gehört damit zu den 100 meistverkauften Alben der amerikanischen Musikgeschichte. 2000 trennten sich Creed von ihrem Bassisten Brian Marshall, die Gründe dafür wurden nie vollständig klar. Brett Hestla wurde nun Livebassist, während Gitarrist Tremonti den Bass für Studioaufnahmen einspielte. 
Creeds drittes Album Weathered, das 2001 erschien, wurde wie die beiden Vorgänger ein großer kommerzieller Erfolg. Das Album hielt sich acht Wochen lang auf Platz eins der amerikanischen Albumcharts, ein Rekord, den Creed mit den Beatles teilen. Bei der zugehörigen Tournee im Jahre 2002 mussten allerdings einige Konzerte aufgrund gesundheitlicher Probleme seitens des Sängers Scott Stapp abgesagt werden. Bei einem der Konzerte in Chicago zeigte Stapp zudem eine chaotische Show, die der Band eine Anzeige durch Fans bescherte. Am 4. Juni 2004 verkündete die Band nach über 24 Millionen verkauften Alben ihre offizielle Auflösung. Der Grund dafür dürften vor allem bandinterne Konflikte während der Weathered-Tour gewesen sein. Zudem hatten sowohl Sänger Scott Stapp als auch Gitarrist Mark Tremonti Nebenprojekte geplant. Als die Band dennoch ein viertes Studioalbum ins Auge fasste, scheiterte das Vorhaben an der kreativen Zusammenarbeit.

### Wiedervereinigung,Full Circle, Pause (2004 bis 2012)
Mark Tremonti, Scott Phillips und Brian Marshall bildeten wenig später zusammen mit dem Sänger und Gitarristen Myles Kennedy, ehemals bei „The Mayfield Four“, die Nachfolge-Band Alter Bridge. Die Musik ihres ersten Albums One Day Remains wirkte insgesamt etwas härter und war mit vielen Gitarrensoli bestückt. Ein in der Größenordnung von Creed vergleichbarer Erfolg blieb jedoch bisher aus. Scott Stapp fing ein Soloprojekt an und brachte Ende November 2005 sein erstes Album The Great Divide auf dem US-Markt heraus, welches im April 2006 auch in Europa erschien.
Im April 2009 erschien auf dem Internetauftritt der Gruppe ein Video, in dem die Rückkehr der Band, inklusive ihres ehemaligen Bassisten Brian Marshall, für den Sommer 2009 angekündigt wurde. Auch eine offizielle Presseerklärung ist dort zu finden, in der die Band eine US-Tour und ein neues Album mit dem Namen Full Circle bekannt gab, das im Oktober 2009 erschien. Noch im selben Jahr erschien außerdem die erste Konzertaufzeichnung Creeds auf DVD, welche mit 239 verwendeten Kameras den Weltrekord für die meisten im Einsatz befindlichen Kameras bei einer Musikaufführung darstellt. Anschließend nahm die Band die Arbeiten für ein fünftes Studioalbum auf, die jedoch im Jahre 2013 abgebrochen wurden.

### Comeback (seit 2023)
Im Juli 2023 gaben Creed ihr Comeback bekannt und kündigten für April 2024 die Kreuzfahrt Summer of ’99 auf dem Schiff Norwegian Pearl an. Neben Creed wurden die Bands 3 Doors Down, Buckcherry, Tonic, Vertical Horizon, Fuel, The Verve Pipe, Tantric, Dishwalla und Nine Days angekündigt. Für das Jahresende 2024 kündigten Creed darüber hinaus noch die Tournee Are You Ready? an, bei der die Band von 3 Doors Down, Mammoth WVH und Finger Eleven begleitet wird.

## Stil und Einfluss
Häufig wird der musikalische Stil Creeds als Post-Grunge bezeichnet, wobei dieser Begriff selbst nicht eindeutig definiert ist. Trotz verschiedener Grunge-Elemente besitzen gerade spätere Titel der Band hohe Anteile aus dem Alternative Rock, dem Metal oder auch dem Hard Rock, wie man ihn von Bands wie zum Beispiel Led Zeppelin kennt. In erster Linie sind ruhigere Creed-Songs die kommerziell erfolgreichen gewesen; dennoch gibt es eine Fülle von Metalanleihen in der Musik von Creed. So kommentiert der Plattentests.de-Redakteur Armin Linder das Album Weathered: „Als Opener feuern sie eine wuchtige ‘Bullet’ ab, die in punkto Härte alles im Creed-Kontext bislang dagewesene übertrifft, und den folgenden, nicht minder kraftvollen “Freedom fighter” hätte auch Metallicas James Hetfield nicht schöner brüllen können.“ Bekanntheit erreichte die Band auch mit dem Lied What If, das Teil des Soundtracks zu Scream 3 ist und ebenfalls in den härteren Katalog der Band fällt.
Die Musik der Band wird oftmals als „hymnenhaft“ oder „stadiontauglich“ beschrieben. Charakteristisch sind auch die Texte, die sich insbesondere mit spirituellen Themen auseinandersetzen, und die markanten Gitarrenparts von Gitarrist Mark Tremonti. Ruhigere Rockballaden wie z. B. With Arms Wide Open sehen einige als wegweisend für die jüngeren Entwicklungen von Modernrockbands, da viele Stilmittel davon in deren Songs wieder aufgegriffen oder sogar verstärkt eingesetzt werden. Außerdem verschafften die Musiker gemeinsam mit anderen Rockgruppierungen durch ihre Erfolge der Rockballade insgesamt einen deutlichen kommerziellen Schub, von dem etwa Bands wie Nickelback profitierten. Die Metaleinflüsse von Creed sind darüber hinaus, zusammen mit der äußerst wuchtigen Produktion durch John Kurzweg, vor allem in den USA ein wichtiger Grund dafür gewesen, dass härtere Stilrichtungen des Rocks wieder eine höhere Medienpräsenz erhielten. Später sah sich die Band jedoch zunehmend dem Vorwurf ausgesetzt, bewusst kommerzielle Musik für ein Massenpublikum zu schreiben. Sänger Scott Stapp fasste dies in einem Interview zusammen: “Creed was going against the mainstream, but then we became the mainstream. But I’m at peace with the critics and all of that kind of stuff.”

## Bezüge zum Christentum
Aufgrund einer streng christlichen Erziehung durch seine Eltern floh Scott Stapp als Jugendlicher von zu Hause. Er holte anschließend Erfahrungen nach, die ihm seine Eltern durch Verbot vorenthielten. Dabei fand er in dem Sänger Jim Morrison sein persönliches Idol und kam in Kontakt mit Drogen. Seine religiöse Erziehung beschäftigte ihn jedoch weiterhin sehr stark, was sich in verschiedenen Texten von Creed widerspiegelt (zum Beispiel „My Own Prison“, „Faceless Man“). Während ältere Texte von starken Schuldgefühlen und Zweifeln geprägt sind, wirken neuere positiver in Hinsicht auf Glaubensthemen. Creed selbst stritten in Interviews ab, eine christliche Band zu sein. Vielmehr seien sie eine Band, die sich auch mit diesem Thema auseinandersetzt, in der die einzelnen Bandmitglieder jedoch keine einheitliche Glaubensauffassung vertreten. Sänger Scott Stapp bekannte sich nach der Auflösung von Creed jedoch eindeutig zum Christentum, was sich auch an den Texten seines Soloprojekts und den Texten nach der Wiedervereinigung Creeds deutlich zeigt. In aktuellen Interviews beschreibt er seinen Werdegang, der ihn letztendlich zu einem überzeugten Christen werden ließ. Bei der Nachfolgeband Alter Bridge sind zum Teil ebenfalls Referenzen zu Glaubensthemen erkennbar, wenn auch in wesentlich begrenzterem Umfang.

## Diskografie
Studioalben

| Jahr | Titel Musiklabel                    | Höchstplatzierung, Gesamtwochen, AuszeichnungChartplatzierungen (Jahr, Titel, Musiklabel, Platzierungen, Wochen, Auszeichnungen, Anmerkungen) | Höchstplatzierung, Gesamtwochen, AuszeichnungChartplatzierungen (Jahr, Titel, Musiklabel, Platzierungen, Wochen, Auszeichnungen, Anmerkungen) | Höchstplatzierung, Gesamtwochen, AuszeichnungChartplatzierungen (Jahr, Titel, Musiklabel, Platzierungen, Wochen, Auszeichnungen, Anmerkungen) | Höchstplatzierung, Gesamtwochen, AuszeichnungChartplatzierungen (Jahr, Titel, Musiklabel, Platzierungen, Wochen, Auszeichnungen, Anmerkungen) | Höchstplatzierung, Gesamtwochen, AuszeichnungChartplatzierungen (Jahr, Titel, Musiklabel, Platzierungen, Wochen, Auszeichnungen, Anmerkungen) | Höchstplatzierung, Gesamtwochen, AuszeichnungChartplatzierungen (Jahr, Titel, Musiklabel, Platzierungen, Wochen, Auszeichnungen, Anmerkungen) | Anmerkungen                                                     |
| Jahr | Titel Musiklabel                    | DE | AT | CH | UK | US | Rock | Anmerkungen                                                     |
| ---- | ----------------------------------- | --- | --- | --- | --- | --- | --- | --------------------------------------------------------------- |
| 1997 | My Own Prison Wind-Up Records (BMG) | DE50 (9 Wo.)DE | AT14 (12 Wo.)AT | CH49 (1 Wo.)CH | — | US22 ×6Sechsfachplatin · (112 Wo.)US | — | Erstveröffentlichung: 14. April 1997 Verkäufe: + 6.405.000      |
| 1999 | Human Clay Wind-Up Records (Sony)   | DE9 Gold · (32 Wo.)DE | AT11 Gold · (39 Wo.)AT | CH35 (15 Wo.)CH | UK29 Gold · (4 Wo.)UK | US1 Diamant + Platin · (105 Wo.)US | — | Erstveröffentlichung: 28. September 1999 Verkäufe: + 12.557.500 |
| 2001 | Weathered Wind-Up Records (Sony)    | DE8 Gold · (21 Wo.)DE | AT8 (22 Wo.)AT | CH20 (22 Wo.)CH | UK44 Gold · (17 Wo.)UK | US1 ×6Sechsfachplatin · (74 Wo.)US | — | Erstveröffentlichung: 20. November 2001 Verkäufe: + 6.860.000   |
| 2009 | Full Circle Wind-Up Records (Sony)  | DE9 (6 Wo.)DE | AT12 (5 Wo.)AT | CH7 (4 Wo.)CH | UK78 (1 Wo.)UK | US2 (19 Wo.)US | Rock1 (16 Wo.)Rock | Erstveröffentlichung: 27. Oktober 2009                          |

grau schraffiert: keine Chartdaten aus diesem Jahr verfügbar

## Auszeichnungen
- Grammy (2001): für With Arms Wide Open als „Best Rock Song“
- American Music Award: für Human Clay als „Favorite Album“, für „Favorite Band, Duo or Group“ und zweimal für „Favorite Alternative Artist“